# 30
30（三十、参拾、參拾、卅、丗、さんじゅう、みそ、みそじ）は自然数、また整数において、29の次で31の前の数である。

## 性質
- 30は合成数であり、約数は1, 2, 3, 5, 6, 10, 15, 30である。
  - 約数の和は72。
    - 自身を除いた約数の和は 72 − 30 = 42 であり、5番目の過剰数である。1つ前は24、次は36。

  - 約数の積は810000。
    - 約数の積の値がそれ以前の数を上回る12番目の数である。1つ前は24、次は36。(オンライン整数列大辞典の数列 A034287)
- 1/30 = 0.03… (下線部は循環節で長さは1)
  - 逆数が循環小数になる数で循環節が1になる8番目の数である。1つ前は24、次は36。(オンライン整数列大辞典の数列 A070021)
- 30 = 12 + 22 + 32 + 42
  - 4番目の四角錐数である。1つ前は14、次は55。
  - n = 2 のときの 1n + 2n + 3n + 4n の値とみたとき1つ前は10、次は100。
  - 4連続整数の平方和とみたとき自然数の範囲では最小、整数の範囲だと1つ前は14、次は54。
- 30 = 02 + 12 + 22 + 32 + 42
  - 5連続平方和とみたとき負の数を除くと最小、負の数を含めると1つ前は15、次は55。
- 異なる4つの平方数の和1通りの形で表せる最小の数である。次は39。(オンライン整数列大辞典の数列 A025376)
  - 異なる4つの平方数の和 n 通りの形で表すことができる最小の数である。次の2通りは90。(オンライン整数列大辞典の数列 A025417)
- 30 = 2 × 3 × 5
  - 3つの素数の積で表せる最小の数である。1つ前の2つは6、次の4つは210（2 × 3 × 5 × 7）。
  - 最小の楔数である。楔数とは3つの独立した素因数で表せる数である。次は42。
    - 楔数がハーシャッド数になる最小の数である。次は42。

  - 3番目の素数階乗数 (p3#) である。1つ前は6、次は210。
    - p3# ± 1 が両方とも素数階乗素数になる2番目の数である。1つ前は6 (p2#)、次は2310 (p5#)。
    - 3連続素数の積で表される最小の数である。次は105。

  - 3連続フィボナッチ数の積で表すことのできる数である。1つ前は6、次は120。
- 30 = 1 × 2 × 3 × 5
  - 連続フィボナッチ数の積で表せる数である。1つ前は6、次は240。
- 30 = 5 × 6
  - 5番目の矩形数である。1つ前は20、次は42。
- 30 = 51 + 52 = 62 − 61
  - 5の自然数乗の和とみたとき1つ前は5、次は155。
- 30 = 2 + 4 + 6 + 8 + 10
- 30 = 5 × σ(5) (ただし σ は約数関数)
- 30 = 10 × 3
  - n = 1 のときの 10 × 3n の値とみたとき1つ前は10、次は90。(オンライン整数列大辞典の数列 A005052)
- 30 = 15 × 2
  - n = 1 のときの 15 × 2n の値とみたとき1つ前は15、次は60。(オンライン整数列大辞典の数列 A110286)
- 自身以下の互いに素な数が1または素数である最大の数である。1つ前は24。(オンライン整数列大辞典の数列 A048597)
  - 30以下の互いに素な数は7, 11, 13, 17, 19, 23, 29である。
- 九九では5の段で 5 × 6 = 30 (ごろくさんじゅう)、6の段で 6 × 5 = 30 (ろくごさんじゅう) と2通りの表し方がある。
- 30 = 21 + 22 + 23 + 24
  - 2の自然数乗の和とみたとき1つ前は14、次は62。
  - a = 2 のときの a1 + a2 + a3 + a4 の値とみたとき1つ前は4、次は120。
- 17番目のハーシャッド数である。1つ前は27、次は36。
  - 3を基とする4番目のハーシャッド数である。1つ前は21、次は102。
- 各位の和が30になるハーシャッド数の最小は39990である。
- 各位の積が0になる4番目の数である。1つ前は20、次は40。(オンライン整数列大辞典の数列 A011540)
- 30 = 12 + 22 + 52
  - 3つの平方数の和1通りで表せる15番目の数である。1つ前は29、次は34。(オンライン整数列大辞典の数列 A025321)
  - 異なる3つの平方数の和1通りで表せる5番目の数である。1つ前は29、次は35。(オンライン整数列大辞典の数列 A025339)
  - n = 2 のときの 1n + 2n + 5n の値とみたとき1つ前は8、次は134。(オンライン整数列大辞典の数列 A074501)
- n = 30 のときの n! − 1 で表せる 30! − 1 は7番目の階乗素数である。1つ前は14、次は32。(オンライン整数列大辞典の数列 A002982)
- 30 = 33 + 3
  - n = 3 のときの n3 + n の値とみたとき1つ前は10、次は68。(オンライン整数列大辞典の数列 A034262)
  - n = 3 のときの 3n + n の値とみたとき1つ前は11、次は85。(オンライン整数列大辞典の数列 A104743)
  - 素数 p = 3 のときの pp + p の値とみたとき1つ前は6、次は3130。(オンライン整数列大辞典の数列 A101340)
- 30 = 52 + 32 − 22
  - n = 2 のときの 5n + 3n − 2n の値とみたとき1つ前は6、次は144。(オンライン整数列大辞典の数列 A135160)
- 30 = 2 + 2 + 2 + 23 + 23 + 23
  - n = 2 のときの 3n3 + 3n の値とみたとき1つ前は6、次は90。(オンライン整数列大辞典の数列 A119536)
- 約数の和が30になる数は1個ある。(29) 約数の和1個で表せる12番目の数である。1つ前は28、次は36。

## その他 30 に関連すること

### 単位
- 30° = π/6（ラジアン）。これは 1/12 周であり、すなわち正十二角形の中心角であり、すなわちその外角である。
- 1ヶ月は約30日である。このため、時間の単位には30から成る物が見られる。
  - グレゴリオ暦の1か月は28～31（平均約30.44）日で、平均をとれば30日。太陰暦の1か月は29～30（平均約29.53）日で、30日が最も多い。30日を1か月、12か月（＝360日）を1年に対して、30年（＝360か月）を1世代という場合がある。
  - 三十年祭を、英語で pearl jubilee 、ラテン語由来の英語だと tricennial という。結婚30周年の祝賀を真珠婚式といい、特に西洋では、真珠が30周年の記念品や形容詞とされることが多い。
  - 法要では30周忌（= 31回忌）前後を弔い上げとするのが一般的である。ただし、これより長く続ける場合もある。
- 土星の公転周期は約30年である。
- 三十年戦争: 1618年～1648年の間、ヨーロッパで行われた宗教戦争。
- 日本における原動機付自転車の法定最高速度は 30 km/h である。
- 参議院議員および都道府県知事の被選挙権は30歳以上。

### 30番のもの
- 西暦30年
- 紀元前30年
- 年始から数えて30日目は1月30日。
- 第30番元素は亜鉛 (Zn) である。
- 第30代天皇は敏達天皇である。
- 日本の第30代内閣総理大臣は齋藤實である。
- 大相撲の第30代横綱は西ノ海嘉治郎である。
- アメリカ合衆国の第30代大統領はカルビン・クーリッジである。
- アメリカ合衆国の30番目の州はウィスコンシン州である。
- JIS X 0401、ISO 3166-2:JPの都道府県コードの「30」は和歌山県。
- 易占の六十四卦で第30番目の卦は、離為火。
- クルアーンにおける第30番目のスーラはビザンチンである。
- M30 は球状星団である。
- さくらんぼテレビジョン、テレビ信州、びわ湖放送、テレビ和歌山、鹿児島読売テレビのガイドチャンネルは 30ch。
- 第30代殷王は帝辛（紂王）である。
- 第30代周王は思王である。
- 第30代ローマ教皇はマルケルス1世（在位：308年5月～309年）である。

### 三十個一組のもの
- 午前0時から午前5時までは別名「24時から29時まで」の名があり、午前と深夜を合わせて合体をしたら合計30時間となる。
- 人間の脊椎は約30個ある。
- 将棋の初手の指し方は30通り。
- 山手線の駅数は2020年に高輪ゲートウェイ駅が増設されて30駅。
- 三十番神は一月（太陰暦）周期で一日ずつ法華経などを守護するとされる30の神々。

### 言葉
- 「卅」は30を表す漢字。例：卅五年（= 三十五年）。「丗」や「卋」と書かれることもある（異体字）。なお「世」もこのように書かれることがあるが、別字である。
- 30 を、ラテン語では triginta（トリーギンター）、ギリシャ語では triconta という。接頭辞は triginti（ラテン語）、triaconta（ギリシャ語）。
- 30日を三十日（みそか）という。転じて月の終わりの日を表す言葉になり（晦日）、年の終わりは大晦日（おおみそか）と呼ばれるようになった。
- 30歳の別名：三十路（みそじ）、而立（じりつ。論語に因む）。
- アメリカで、通例–30–と書き、新聞記事、原稿の終わり、完了を示す。転じて、おさらばという意味になる。
- 1日の気温が30℃に達すると真夏日となる。
- 東京六大学野球、ソフトボールにおいて、背番号30は監督が付ける背番号。
- ボウリングでは、1フレームで取れる最高点。10フレーム（12投）成功すれば300点となる。
- イオンでかつて開催されてきたセール、「ジャスコみそか市」は毎月30日に開催されていたことから由来。現在は「お客様感謝デー」の開催日変更等により既に廃止。
- 『30』は奥田民生のアルバム。
- 『30』は電気グルーヴのアルバム。
- 『30』は11枚目となるUVERworldのアルバム。
- マツダ・CX-30
- マツダ・MX-30

## 符号位置
| 記号 | Unicode | JIS X 0213 | 文字参照          | 名称                 |
| ---- | ------- | ---------- | ----------------- | -------------------- |
| ㉚   | U+325A  | 1-8-42     | &#x325A; &#12890; | CIRCLED DIGIT THIRTY |